# Julius von Weltzien

Julius von Weltzien als Göttinger Sachse, 1902

Julius Paul Joseph von Weltzien (* 10. August 1881 in Berlin; † 4. November 1955 ebenda) war ein deutscher Jurist und Manager.

## Leben
Julius von Weltzien entstammte dem mecklenburgischen Uradelsgeschlecht Weltzien. Seine Eltern waren der Geheime Oberbaurat und Leutnant a. D. Viktor von Weltzien und Frida Stever, Heirat 1875 Berlin. Nach dem Besuch des Ludwig-Georgs-Gymnasium in Darmstadt studierte er an den Universitäten Genf, Göttingen und Marburg Rechtswissenschaften. In Göttingen wurde er 1902 Mitglied des Corps Saxonia. Nach Abschluss des Studiums absolvierte er das Referendariat in Bad Homburg vor der Höhe, Hannover und Frankfurt am Main. Im Oktober 1909 legte er das Gerichtsassessorexamen ab. Anschließend war bis zum Ausbruch des Ersten Weltkrieges Syndikus der Metallgesellschaft in Frankfurt am Main, unterbrochen von einer einjährigen Tätigkeit in den Jahren 1912 und 1913 bei der Compagnie des Minerais in Lüttich.
Am Ersten Weltkrieg nahm er als Reserveoffizier im Jäger-Regiment zu Pferde Nr. 6 und im Infanterie-Regiment Nr. 426 teil. Für seine Leistungen erhielt er beide Klassen des Eisernen Kreuzes sowie das Krieger-Ehrenzeichen in Eisen.
Nach Kriegsende war von Weltzien Syndikus der Metallbank und Metallurgischen Gesellschaft AG in Frankfurt. Im Oktober 1920 wurde Generalreferent bei dem Regierungsbeauftragten für die Überwachung der Ein- und Ausfuhr. Gleichzeitig war er als Regierungsrat im Reichsdienst Leiter der Beschlagnahmeabteilung der Hauptfahndungsstelle der Reichszollverwaltung. Im April 1923 schied er wieder aus dem Reichsdienst aus und wurde Syndikus der in diesem Jahr gegründeten Getreide-Kreditbank AG in Berlin. Im September 1924 wurde er Direktor und Vorstand der Getreide-Industrie & -Commission AG in Berlin. Er war Mitglied im Deutschen Herrenklub.
Weltzien war seit 1923 Ehrenritter des Johanniterordens und trat im Sommer 1939 laut dem Johanniter-Ordensblatt ohne Nennung von Gründen, wie etwa die Mitgliedschaft in der NSDAP, aus der Kongregation wieder aus. Er war nicht Mitglied einer Provinzialgenossenschaft, sondern der Balley Brandenburg direkt.
Weltzien heiratete 1922 in Berlin Katharina Kriegleder (* 1887; † 1962), das Ehepaar hatte keine Nachfahren.